# Enea Balmas
Enea Balmas (Milano, 23 giugno 1924 – Milano, 30 dicembre 1994) è stato un francesista, critico letterario e lessicografo italiano.

## Biografia
Di famiglia valdese, studiò Lingue e Letterature straniere all'Università commerciale Luigi Bocconi, specializzandosi nel francese. Insegnò presso le Università degli Studi di Padova, Parma e Verona, per tornare nel capoluogo lombardo, nel 1975, come professore ordinario di Letteratura francese. Nel 1967 fondò la rivista Studi di letteratura francese.
Dal 1986 fu Presidente della "Association internationale des études françaises" (AIEF). Nel 1989 ottenne un dottorato honoris causa alla Sorbona. Nel 1992 gli fu conferito dall'Académie française il "Prix du Rayonnement de la langue et de la littérature françaises". 
Il Premio di francesistica Balmas-Valle d'Aosta è tenuto a suo nome e organizzato dall'allieva Rosanna Gorris Camos.

## Opere

### Saggi e studi
- Notes de grammaire historique, Milano, Goliardica, 1953, 1965 (in 2 voll.: 1: Phonétique evolutive; 2: L'évolution des formes)
- Notes de syntaxe, Milano: Goliardica, 1954
- De Gide à Salacrou. Neuf personnages, Milano 1955
- Aspects et problèmes de la littérature contemporaine, Milano: Goliardica, 1958
- Le Idee di Barthélemy de Laffemas, Milano: Vicontea, 1960
- Situazioni e profili. Gide. Sartre. Jouhandeau. Gracq. Camus, Milano: Cisalpino, 1960, 1968
- Il francese elementare, Milano: Goliardica, 1960
- Il francese fondamentale, Milano: Goliardica, 1962
- Un poeta del Rinascimento francese: Etienne Jodelle. La sua vita. Il suo tempo, Firenze: Olschki, 1962 (premessa di Marcel Raymond)
- Montaigne a Padova e altri studi sulla letteratura francese del Cinquecento, Padova: Liviana, 1962
- Le opere giovanili di André Malraux, 2 voll., Milano: Viscontea, 1966
- La commedia francese del Cinquecento, Milano: Viscontea, 1967
- Aspetti della narrativa francese contemporanea, Milano: Viscontea, 1968
- L'età del Rinascimento in Francia. Letteratura e storia, Firenze: Sansoni, 1969 (con Diego Valeri)
- Aspetti della poesia francese del Quattrocento, Milano: Viscontea, 1969
- Comedies du XVI siècle, Milano: Viscontea, 1969
- Paul Melissus. Viaggiatore italiano, Verona: Bettinelli, 1969
- Note su l'avanguardia teatrale degli anni settanta, Milano: Viscontea, 1970
- Note sulla moderna didattica della lingua francese, Milano: Viscontea, 1971
- Jacques Gohory traduttore del Machiavelli, in Studi machiavelliani, Verona: Palazzo Giuliari, 1972
- La Renaissance, vol. II: 1548-1570, in Littérature française, Paris: Arthaud, 1974; Paris: Flammarion, 1997 (a cura di Claude Pichois)
- La scoperta dell'America e le lettere francesi del Cinquecento. Buon selvaggio e terzo mondo, Milano: Viscontea, 1971
- Modernità e tradizione nell'avanguardia teatrale contemporanea, Padova: Patron, 1977
- Il mito di Don Giovanni nel Seicento francese, 2 voll., Milano: Cisalpino-Goliardica, 1977-78, 1983; Roma: Lucarini, 1986
- Il buon selvaggio nella cultura francese del Settecento, Milano: Cisalpino-Goliardica, 1980; Fasano: Schena, 1984
- Saggi e studi sul Rinascimento francese, Padova: Liviana, 1982
- Nuove ricerche di letteratura occitanica, Torino: Claudiana, 1983 (a cura di)
- Immagini di Faust nel romanticismo francese, Fasano 1989
- Appunti per un Orfeo in Francia, Milano: Cusl, 1990
- Girolamo Canini traduttore di Montaigne, in Montaigne e l'Italia, Génève: Slatkine, 1991
- La scoperta dell'America e le lettere francesi, Milano: Cisalpino, 1992
- Edizioni cinquecentesche di Pierre di Ronsard nelle biblioteche italiane, 2 voll., Fasano: Schena, 1993 (a cura di)
- Espaces francophones. 17: Écrivains belges d'expression française, Milano: Cuem, 1994 (con Silvio Ferrari)
- Studi sul Cinquecento, Firenze: Olschki, 2004

### Curatele
- Jean-Henri Maubert de Gouvest, Les Lettres iroquoises, Milano: Goliardica, 1954; Paris: Nizet, 1962, 1971
- Étienne Jodelle, L'Eugene, Milano: Cisalpino, 1955
- Pierre Gringore, Lettres nouvelles de Milan, Milano: Cisalpina 1955, 1968
- Étienne Pasquier, Le Monophile, Varese 1957
- Charles Baudelaire, Baudelaire (antologia), Milano: Nuova Accademia, 1959 (con Gino Regini)
- Jean Cocteau, Thomas l'imposteur, Messina: Principato, 1962
- Étienne Jodelle, Oeuvres complètes, 2 voll., Paris: Gallimard, 1965-68
- Albert Camus, L'hote, seguito da Jonas, ou L'artiste au travail, Messina: Principato, 1965
- Albert Camus, Les muets, seguito da La pierre qui pousse, Messina: Principato, 1965, 1981
- Marcel Jouhandeau, Lorette, seguito da Belle, Messina: Principato, 1966
- Marcel Jouhandeau, Petit bestiaire, seguito da Minos et moi, Messina: Principato, 1966
- Comédies du XVIème siècle, Paris: Nizet, 1967
- Le Charroi de Nîmes, Milano: Viscontea, 1968
- Prosper Mérimée, Les espagnols en Danemark, seguito da L'amour africain e Le ciel et l'enfer, Milano: Viscontea, 1968
- Antologia della letteratura francese. 1. Le origini, il Rinascimento, il periodo Barocco (con Giorgetto Giorgi e Mario Richter), vol. X di Letteratura universale, a cura di Luigi Santucci, Milano: Fabbri, 1969
- Gerolamo Miolo, Historia breve e vera de gl'affari de i Valdesi delle Valli, Torino: Claudiana, 1971
- Histoire mémorable de la guerre faite par le Duc de Savoye contre ses subjectz des vallées, Torino: Claudiana, 1972 (con Vittorio Diena)
- André Chamson, Roux le bandit, Milano: Ghisetti e Corvi, 1973
- Letteratura francese. Letteratura belga. Storia, Milano: Fabbri, 1975 (con Mario Richter, Giorgetto Giorgi, Mario Bonfantini, Luciano Erba, Antonio Mor e Jean Weisberger)
- Storia delle persecuzioni e guerre contro il popolo chiamato valdese che abita nelle Valli del Piemonte, di Angrogna, Luserna, S. Martino, Perosa e altre, a far tempo dall' anno 1555 fino al 1561, Torino: Claudiana, 1975 (con Carlo Alberto Theiler)
- I manoscritti valdesi di Ginevra, Torino: Claudiana, 1977 (con Mario Dal Corso)
- Denys Bouteroue, Discorso breve delle persecuzioni occorse in questo tempo alle chiese del Marchesato di Saluzzo (1620), Torino: Claudiana, 1978 (con Grazia Zardini Lana)
- Blaise Pascal, Frammenti, 2 voll., Bologna: Patron 1978 (con Luciano Stecca); Milano: BUR, 1983 (con una prefazione di Jean Mesnard) (anche come Pensieri)
- Théâtre français de la Renaissance, 9 voll., Firenze: Olschki e Paris: PUF, 1986 (con Michel Dassonville)[1]
- La vera relazione di quanto è accaduto nelle persecuzioni e i massacri dell'anno 1655. Le Pasque piemontesi del 1655 nelle testimonianze dei protagonisti, Torino: Claudiana, 1987 (con Grazia Zardini Lana)
- Vincent Minutoli, Storia del ritorno dei valdesi nella loro patria dopo un esilio di tre anni e mezzo (1698), Torino: Claudiana, 1998 (a cura di, con Albert de Lange)

### Edizioni scolastiche, dizionari e opere di divulgazione
- Portico. Antologia di scrittori italiani e stranieri per il Ginnasio superiore e per il primo biennio del Liceo scientifico, Messina: Principato 1957 (con Salvo Pianciamore)
- Poeti e prosatori italiani e stranieri. Antologia per le clasi di collegamento degli instituti tecnici e magistrali, Messina: Principato 1958 (con Salvo Pianciamore)
- Così si dice in francese (con Roul Boch e Jean Raynaud), Milano: Ghisetti e Corvi, 1966
- Langue et civilisation françaises par la méthode structurale, 3 voll., Milano: Ghisetti e Corvi, 1967
- Les belles pages de la litterature francaise. Antologia della letteratura francese ad uso delle scuole medie superiori, Milano: Principato, 1968, 1973 (con Nerina Clerici Balmas)
- Deuxième Degré. Corso di lingua e civiltà francese per le scuole medie superiori, Milano: Ghisetti & Corvi, 1968 (con Renato Penati)
- Mon livre de français, Milano: Ghisetti e Corvi, 1968
- Ce pays qu'on appelle France. Civilisation française à l'usage des écoles secondaires italiennes, Milano: Ghisetti e Corvi, 1969 (con Renato Penati)
- Manuel de langue et civilisation françaises. Per gli Istituti Tecnici Commerciali e Istituti Professionali, Milano: Ghisetti e Corvi, 1969 (con Renato Penati)
- Dizionario pratico della lingua francese, Milano: Ghisetti e Corvi, 1971; Novara: De Agostini, 1979
- Piccolo vocabolario francese, Milano: Ghisetti e Corvi, 1971
- Le français langue deuxième. Corso di lingua e civiltà francese per il biennio delle scuole medie superiori, Milano: Ghisetti e Corvi, 1973 (con Renato Penati)
- Vocabolario del francese moderno, Milano: Ghisetti e Corvi, 1975 (con Robert Léon Wagner)
- Conteurs modernes et contemporains, Milano: Principato, 1975, 1980 (con Nerina Balmas Clerici)
- Dictionnaire français-italien, italien-français, Novara: De Agostini, 1989 (con Daniela Boccassini); Paris: Hachette, 2001
- Dizionario fondamentale francese italiano, italiano francese, Novara: De Agostini, 1996